# Anadevidia hebetata
Anadevidia hebetata là một loài bướm đêm trong họ Noctuidae.